# اوالنتاریا
اُوالنتاریا (به لاتین: Ovalentaria) یک کلاد از ماهیان پرتوباله در سوف‌ریختان است که به عنوان زیرمجموعه‌ای از آن یاد می‌شود. این ماهی‌ها از گروهی از خانواده‌های ماهی تشکیل شده‌است که در ویرایش پنجم ماهیان جهان با نام‌های طبقه‌بندی نامشخص و همچنین راسته‌های ماهی کفال، سیکلیدسانان و بلنی‌سانان از آنها یاد می‌شود. توسط WL Smith و TJ Near در Wainwright و همکاران (۲۰۱۲) بر اساس یک تبارزایی مولکولی نام‌گذاری شد، اما نویسندگان پیشنهاد کردند که این گروه با حضور تخم‌های کفی که به بستر متصل هستند، یکپارچه شوند. برخی از نویسندگان از نام ترتیبی Stiassnyiformes برای کلادهایی از جمله Mugiloidei، باله‌کشیده‌ها، بلنی‌سانان، Atherinomorpha و سیکلیدها استفاده کرده‌اند و به نظر می‌رسد که این گروه‌بندی تک‌تباری باشد.